# Congregació hebrea de Belfast
La Congregació Hebrea de Belfast (en anglès: Belfast Hebrew Congregation) és una sinagoga de la comunitat jueva de Belfast, a Irlanda del Nord. La comunitat segueix el ritual asquenazita ortodox. El nombre de membres ha passat de 78 persones en 1900, fins aproximadament 1.500 fidels durant la Segona Guerra Mundial, a tenir al voltant de 375 persones després de la Segona Guerra Mundial, i 200 fidels en 1999. La sinagoga fou establerta en 1870, els seus dos primers ministres religiosos (rabins) van ser Joseph Chotzner (qui va estar en servei entre els anys 1870 i 1880 i entre 1892 i 1897) i J. I. Myers.